# Campionato europeo della montagna 2009
Il Campionato europeo della montagna 2009, cinquantanovesima edizione della manifestazione organizzata dalla Federazione Internazionale dell'Automobile, si svolse dal 26 aprile al 20 settembre 2009 su dodici tappe disputatesi in undici paesi (l'Italia fu l'unica nazione ad ospitare due eventi nella stagione). 
Nella classe regina (la Categoria II) Simone Faggioli bissò il titolo ottenuto nel 2005, stavolta al volante della nuova nata di casa Osella, la FA30 equipaggiata col motore Zytek 3000, battendo il connazionale Fausto Bormolini alla guida di una monoposto Reynard, mentre in Categoria I ci fu una tripletta di piloti cechi ai primi tre posti con Vaclav Janik su Mitsubishi Lancer Evo VIII che si impose su Lukas Vojacek e Jiri Voves.

## Calendario prove
| Tappa | Data         | Corsa                                                  | Sede                      | Vincitore                           |
| ----- | ------------ | ------------------------------------------------------ | ------------------------- | ----------------------------------- |
| 1     | 26 aprile    | Großer Bergpreis von Oesterreich - Rechbergrennen 2009 | Tulwitz Austria           | Fausto Bormolini - Reynard 95D      |
| 2     | 10 maggio    | 25° Serra da Estrela                                   | Covilhã Portogallo        | Simone Faggioli - Osella FA30-Zytek |
| 3     | 17 maggio    | 38 Subida Internacional al Fito                        | Arriondas Spagna          | Simone Faggioli - Osella FA30-Zytek |
| 4     | 7 giugno     | ECCE HOMO Stenberk 2009                                | Šternberk Rep. Ceca       | Simone Faggioli - Osella FA30-Zytek |
| 5     | 14 giugno    | 38° Trierer Bergrennen                                 | Fell Germania             | Laszlo Szasz - Reynard-Zytek F3000  |
| 6     | 28 giugno    | 46° Coppa Bruno Carotti                                | Rieti Italia              | Simone Faggioli - Osella FA30-Zytek |
| 7     | 5 luglio     | 59° Trento-Bondone                                     | Trento Italia             | David Baldi - Osella FA30-Zytek     |
| 8     | 19 luglio    | Slovakia Matador 2009                                  | Pezinok Slovacchia        | Fausto Bormolini - Reynard 95D      |
| 9     | 26 luglio    | Petrol Ferrari Ilirska Bistrica 2009                   | Ilirska Bistrica Slovenia | Simone Faggioli - Osella FA30-Zytek |
| 10    | 9 agosto     | Course de Côte du Mont Dore Chambon sur Lac 2009       | Chambon-sur-Lac Francia   | David Baldi - Osella FA30-Zytek     |
| 11    | 16 agosto    | Course de côte St-Ursanne - Les Rangiers 2009          | Saint-Ursanne Svizzera    | Simone Faggioli - Osella FA30-Zytek |
| 12    | 20 settembre | Buzetski dani 2009                                     | Buzet Croazia             | Renzo Napione - Reynard K02         |

## Classifiche

### Categoria I
| Pos | Pilota              | Vettura                       | Austria (bandiera) | Portogallo (bandiera) | Spagna (bandiera) | Rep. Ceca (bandiera) | Germania (bandiera) | Italia (bandiera) | Italia (bandiera) | Slovacchia (bandiera) | Francia (bandiera) | Svizzera (bandiera) | Slovenia (bandiera) | Croazia (bandiera) | Pts   |
| --- | ------------------- | ----------------------------- | ------------------ | --------------------- | ----------------- | -------------------- | ------------------- | ----------------- | ----------------- | --------------------- | ------------------ | ------------------- | ------------------- | ------------------ | ----- |
| 1   | Vaclav Janik        | Mitsubishi Lancer Evo VIII    | 20                 | (10)                  | 15                | 20                   | 20                  | 15                | 8                 | 20                    | 20                 | 10                  | -                   | -                  | 148   |
| 2   | Lukas Vojacek       | Opel Astra OPC / Alfa 147 TS  | 20                 | 10                    | -                 | 20                   | 10                  | 7.5               | (10)              | 10                    | 10                 | 10                  | 10                  | 20                 | 127.5 |
| 3   | Jiri Voves          | Subaru Impreza WRX STi        | 10                 | 7.5                   | 12                | (6)                  | 15                  | 10                | 8                 | 15                    | 12                 | (7.5)               | 15                  | 20                 | 124.5 |
| 4   | Christian Schweiger | VW Golf IV Kit Car            | 15                 | -                     | -                 | 15                   | 12                  | 10                | 3                 | 12                    | 15                 | -                   | -                   | --                 | 82    |
| 5   | Roland Wanek        | Mitsubishi Lancer Evo IX      | 20                 | -                     | -                 | 15                   | 12                  | 10                | 3                 | 12                    | 15                 | -                   | -                   | -                  | 80    |
| 6   | Ales Prek           | Honda Civic Type-R            | 12                 | -                     | -                 | 7.5                  | 12                  | -                 | -                 | 12                    | 10                 | -                   | -                   | 15                 | 68.5  |
| 7   | Roman Holoch        | Alfa 147 TS / Peugeot 306 S16 | 15                 | 7.5                   | 20                | -                    | 7.5                 | 6                 | 7.5               | -                     | -                  | -                   | -                   | -                  | 63.5  |
| 8   | Yann Bonvin         | Citroën Saxo VTS              | -                  | 7.5                   | 10                | -                    | 10                  | 1                 | -                 | 4                     | -                  | -                   | 10                  | 10                 | 52.5  |
| 9   | Jiri Los            | Opel Astra OPC                | 12                 | -                     | -                 | 15                   | -                   | -                 | -                 | 7.5                   | -                  | -                   | 7.5                 | -                  | 42    |
| 10  | Achim Kreim         | Mitsubishi Lancer Evo VIII    | 12                 | -                     | -                 | -                    | 15                  | -                 | 1                 | 6                     | -                  | -                   | -                   | -                  | 34    |

### Categoria II
| Pos | Pilota           | Vettura           | Austria (bandiera) | Portogallo (bandiera) | Spagna (bandiera) | Rep. Ceca (bandiera) | Germania (bandiera) | Italia (bandiera) | Italia (bandiera) | Slovacchia (bandiera) | Francia (bandiera) | Svizzera (bandiera) | Slovenia (bandiera) | Croazia (bandiera) | Pts  |
| --- | ---------------- | ----------------- | ------------------ | --------------------- | ----------------- | -------------------- | ------------------- | ----------------- | ----------------- | --------------------- | ------------------ | ------------------- | ------------------- | ------------------ | ---- |
| 1   | Simone Faggioli  | Osella FA30-Zytek | -                  | 20                    | 20                | 20                   | -                   | 20                | 12                | -                     | 20                 | -                   | 20                  | -                  | 132  |
| 2   | Fausto Bormolini | Reynard 95D       | 20                 | 15                    | (10)              | 15                   | 12                  | 12                | -                 | 20                    | 10                 | -                   | 1                   | 6                  | 111  |
| 3   | Laszlo Szasz     | Reynard 01L       | -                  | 10                    | 8                 | 8                    | 20                  | 6                 | 2                 | 15                    | 8                  | -                   | 12                  | 15                 | 104  |
| 4   | Renzo Napione    | Reynard K02       | 12                 | 12                    | 12                | 6                    | 15                  | -                 | -                 | 12                    | 4                  | 6                   | 4                   | 20                 | 103  |
| 5   | David Kostruh    | Norma M20F        | 7.5                | -                     | -                 | 10                   | -                   | 12                | -                 | 10                    | 10                 | -                   | 10                  | 10                 | 69.5 |
| 6   | Milan Svoboda    | Lola T96/50       | 6                  | 6                     | 15                | -                    | 10                  | -                 | 10                | 3                     | 2                  | -                   | 1                   | 12                 | 65   |
| 7   | Otakar Kramsky   | Reynard K09       | 10                 | 8                     | 6                 | 3                    | -                   | -                 | -                 | 6                     | 6                  | 15                  | 1                   | 10                 | 65   |
| 8   | David Baldi      | Osella FA30-Zytek | -                  | -                     | -                 | -                    | -                   | 15                | 20                | -                     | -                  | 20                  | 6                   | -                  | 61   |
| 9   | Lionel Regal     | Reynard 1K L      | -                  | -                     | -                 | -                    | -                   | -                 | -                 | -                     | 15                 | 4                   | 15                  | -                  | 34   |
| 10  | Jaroslav Krajci  | Lola B02/50       | 15                 | -                     | -                 | 10                   | -                   | -                 | -                 | 8                     | -                  | -                   | -                   | -                  | 33   |

- I punti tra parentesi non vengono considerati in quanto, per ogni mezza stagione, il numero dei risultati ritenuti validi sarà il totale meno uno; il peggiore viene pertanto scartato.